# Chiềng Ngàm
Chiềng Ngàm là một xã thuộc huyện Thuận Châu, tỉnh Sơn La, Việt Nam.
Xã Chiềng Ngàm có diện tích 49,96 km², dân số năm 1999 là 3323 người, mật độ dân số đạt 67 người/km².